# Pontault-Combault
Pontault-Combault este un oraș în Franța, în departamentul Seine-et-Marne, în regiunea Île-de-France. Este înfrățit cu orașul Rădăuți din România.
1. ↑  French National Directory of Representatives, accesat în 15 martie 2019
2. ↑  répertoire géographique des communes, accesat în 26 octombrie 2015
3. ↑  dataset of postal codes in France, 1 octombrie 2018